# セントルイス交響楽団
セントルイス交響楽団（英語: Saint Louis Symphony Orchestra, 略称SLSO）は、アメリカ合衆国ミズーリ州のオーケストラ。

## 沿革・概要
1880年に設立された、ニューヨーク・フィルハーモニックに次いで、アメリカで2番目に古いオーケストラである。セントルイスのパウエル・シンフォニー・ホールを拠点としているが、カーネギー・ホールでの定例演奏会や海外での演奏旅行を、定期的に務めている。附属合唱団や、セントルイス・ユース・シンフォニーも併設されている。
教育活動にも携わり、学校などの教育現場で、1年に350回の無料演奏会を行なっている。地方のアフリカ系アメリカ人の25の教会と提携し、聖歌隊や信徒たちとも共演している。
1979年にレナード・スラットキンが音楽監督に就任してから、1983年には『タイム』誌の全米オーケストラ・ランキングでシカゴ響に次いで第２位に躍進し、その名を轟かせたこともあった。
2005年6月に楽団員は、「不正契約」をめぐってストライキを続行、それから2ヵ月後に、賃金の向上と福利厚生の改善を規定する、新しい契約によって総裁ランディ・アダムズと和解した。

## 録音
自主レーベル「アーク・メディア」（Arch Media）での録音は、グラミー賞に56回ノミネートされ、そのうち6回受賞した。

## 音楽監督
現在の音楽監督はステファヌ・ドゥネーヴ。随時イツァーク・パールマンが音楽顧問を務める。過去の音楽監督は以下のとおり。
- ヨーゼフ・オッテン（1880年 - 1894年）
- アルフレッド・エルンスト（1894年 - 1907年）
- マックス・ツァール（1907年 - 1921年）
- ルドルフ・ガンツ（1921年 - 1927年）
- ウラディミール・ゴルシュマン（1931年 - 1958年）
- エドゥアール・ヴァン・ルモーテル（1958年 - 1962年）
- エレアザール・デ・カルヴァーリョ（1963年 - 1968年）
- ワルター・ジュスキント（1968年 - 1975年）
- イェジー・セムコフ（1975年 - 1979年）
- レナード・スラットキン（1979年 - 1996年）
- ハンス・フォンク（1996年 - 2002年）
- イツァーク・パールマン（音楽顧問、2002年 - 2004年）
- デイヴィッド・ロバートソン（2005年 - 2018年）
- ステファヌ・ドゥネーヴ（英語版）（2019年 - ）